# Croydon (New Hampshire)
Croydon è un comune degli Stati Uniti d'America facente parte della contea di Sullivan nello stato del New Hampshire.